# Tree63
Tree63 é uma banda de rock cristão de Durban, África do Sul formada em 1996.

## Biografia
A banda foi formada em 1996 e em 1997 a banda veio a público antes de tocar em North Beach, Durban, África do Sul.
Seu primeiro álbum foi lançado nos EUA, e ganhou o prêmio Dove Awards pela GMA na categoria "Rock Album of the Year" em 2001.
A regravação do single "Blessed Be Your Name" de Matt Redman feita pelo Tree63 ajudou a ascender a popularidade da canção. Esta regravação foi realizada na coletanêa WOW Hits de 2005.
Em fevereiro de 2007 durante a publicação do “The Countdown Magazine” nº20 (publicacão com os hits cristãos mais tocados nas rádios americanas - (edição especial, Louvor e Adoração) o convidado especial e cantor Chris Tomlin descreveu o versão do Tree63 para "Blessed Be Your Name" como “… a gravação definitiva de uma das canções mais abrangentes no mundo da música cristã”. A música foi anunciada então como a 3ª música de adoração de todos os tempos.

## Integrantes
- John Ellis - Vocais, guitarra, piano
- Theunis “Tain” Odendaal - bateria
- Daniel Ornellas - baixo

## Discografia

### Álbuns de estúdio
- 1997 - Overflow
- 1998 - Treemix
- 1999 - 63
- 2000 - Tree63
- 2002 - The Life and Times of Absolute Truth
- 2004 - The Answer to the Question
- 2005 - Worship Volume One: I Stand For You
- 2007 - Sunday

### Compilações
- 2008 - Blessed Be Your Name: The Hits